# Мухаммад Раджел ульд Мухтар
Мухаммад III Раджел ульд Мухтар (д/н — 1851) — 12-й емір Бракни в 1843—1851 роках.

## Життєпис
Походив з династії ульд-абддалах, гільки ульд-сієд. Син Мухтара ульд Сіді Мухаммада. 1841 року після смерті еміра Ахмеду I за підтримки кланів ульд-нормах і ульд-мансур новим еміром став Мухтар-Сіді. Натомість більшість представників правлячого роду ульд-сієд на чолі із Бубакаром ульд Ходіє висунули претендентом Мухаммада Раджела. Останній 1842 року за підтримки родичів завдав поразки спочатку Мухтар-Сіді, а потім його вуйкам Аль-Хіба і Бабі, що прибули з військом з імамату Фута-Торо. 1843 року затвердився на троні.
Невдовзі надав допомогу Ахмеду Леїгату для повалення свого брата Мухаммада аль-Хабіба, еміра Трарзи. Проте Ахмед зазнав поразки. У відповідь Мухаммад аль-Хабіб підтримав повстання Мухаммад-Сіді проти Мухаммада Раджела, але той відбив напад.
1846 року підтвердив усі домовленості колишніх емірів з Францією. 1848 року в новій війні проти Мухаммада аль-Хабіба знову мав успіх, зберігши свою владу. Водночас спроба 1849 року схопити Сіді-Алі, якого він вважав своїм конкурентом невдавлася через захист того французами. Через це втратив прихильність з боку більшості кланів.
У 1851 року Мухаммад аль-Хабіб за допомогою імамату Фута-Торо повалив Мухаммада Раджела, поставивши на трон Мухаммад-Сіді.